# Stazione di Harringay Green Lanes
La stazione di Harringay Green Lanes è una stazione ferroviaria della linea Gospel Oak-Barking situata nel quartiere di Harringay, facente parte del borgo londinese di Haringey.

## Storia
La stazione fu aperta il 1º giugno 1880 con il nome di Green Lanes, ma in seguito fu rinominata parecchie volte: Harringay Park, Green Lanes nel 1883, Harringay Park il 18 giugno 1951, Harringay Stadium il 27 ottobre 1958, Harringay East il 12 maggio 1990, prima di assumere la denominazione attuale l'8 luglio 1991.
La stazione aveva originariamente sulle piattaforme edifici in legno, che furono sostituiti con strutture in mattoni e cemento negli anni cinquanta. La biglietteria originale a livello della strada esiste ancora ed è stata convertita in una caffetteria. La stazione aveva piattaforme molto lunghe per gestire i grandi flussi di passeggeri diretti allo stadio di Harringay (un impianto per le corse di levrieri, chiuso nel 1987) ma queste sono state accorciate nel 2003 in seguito a un cedimento. Immediatamente a ovest della stazione si trovava uno scalo merci, chiuso il 3 febbraio 1964.
Harringay Green Lanes è passata sotto il controllo della London Overground, insieme al resto della ferrovia Gospel Oak-Barking, nel novembre 2007. Con il passaggio della linea al nuovo operatore, la stazione è stata ridipinta nel colore arancione della nuova gestione e dotata della nuova segnaletica, che ha sostituito quella del precedente operatore Silverlink.
La stazione è rimasta chiusa per i lavori di elettrificazione della linea dal 24 settembre 2016 al 27 febbraio 2017. È stato fornito un servizio temporaneo di autobus sostitutivi per la durata dei lavori.

## Strutture e impianti
La stazione ha due piattaforme, una per i treni in direzione ovest verso Gospel Oak e una per i treni in direzione est verso Barking. La stazione non ha una biglietteria, ma solo macchine emettitrici automatiche. Ci sono tettoie in mattoni su ciascuna piattaforma. La stazione dispone di personale in servizio durante le ore di funzionamento. Le piattaforme sono raggiungibili per mezzo sia di gradini sia di rampe e quindi sono accessibili a passeggeri con disabilità.

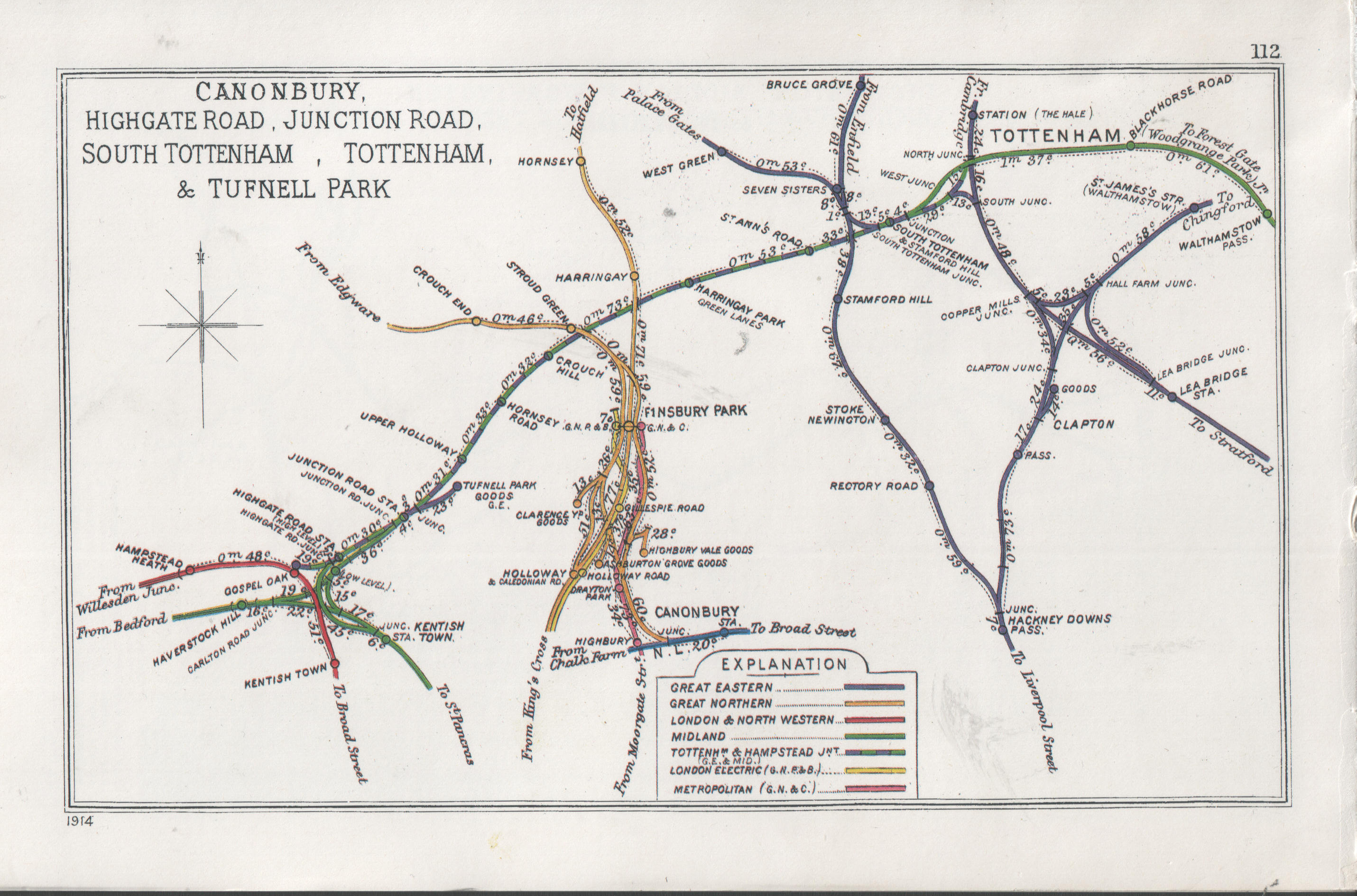
Mappa del 1914 che mostra il percorso della "Tottenhm & Hampstead Jnt. (G.E. and Mid.)"

È situata nella Travelcard Zone 3.

## Movimento
La stazione è servita dalla linea Suffragette della London Overground, erogate da Arriva Rail London per conto di Transport for London.

## Interscambi
La stazione è servita delle alcune linee automobilistiche di superficie, gestite da London Buses.
È consentito l'interscambio entro venti minuti, con l'utilizzo della Oyster card, con la vicina stazione ferroviaria di Harringay sulla East Coast Main Line.
Harringay Green Lanes non ha interscambi diretti con la metropolitana di Londra, malgrado la linea Piccadilly passi direttamente sotto la stazione. La stazione di Manor House si trova a circa 650 m di distanza a piedi.

## Galleria d'immagini

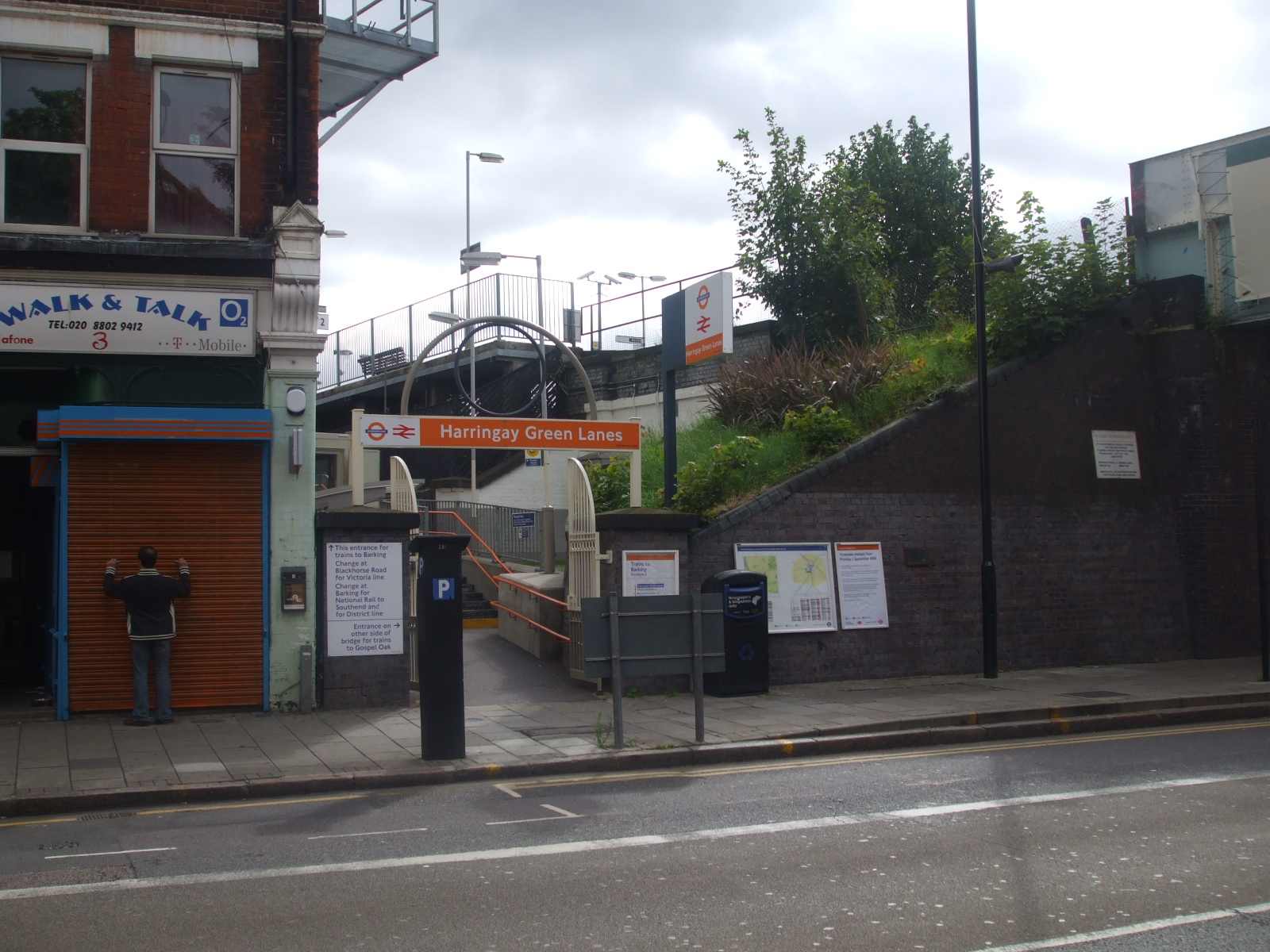
Ingresso per la piattaforma in direzione est
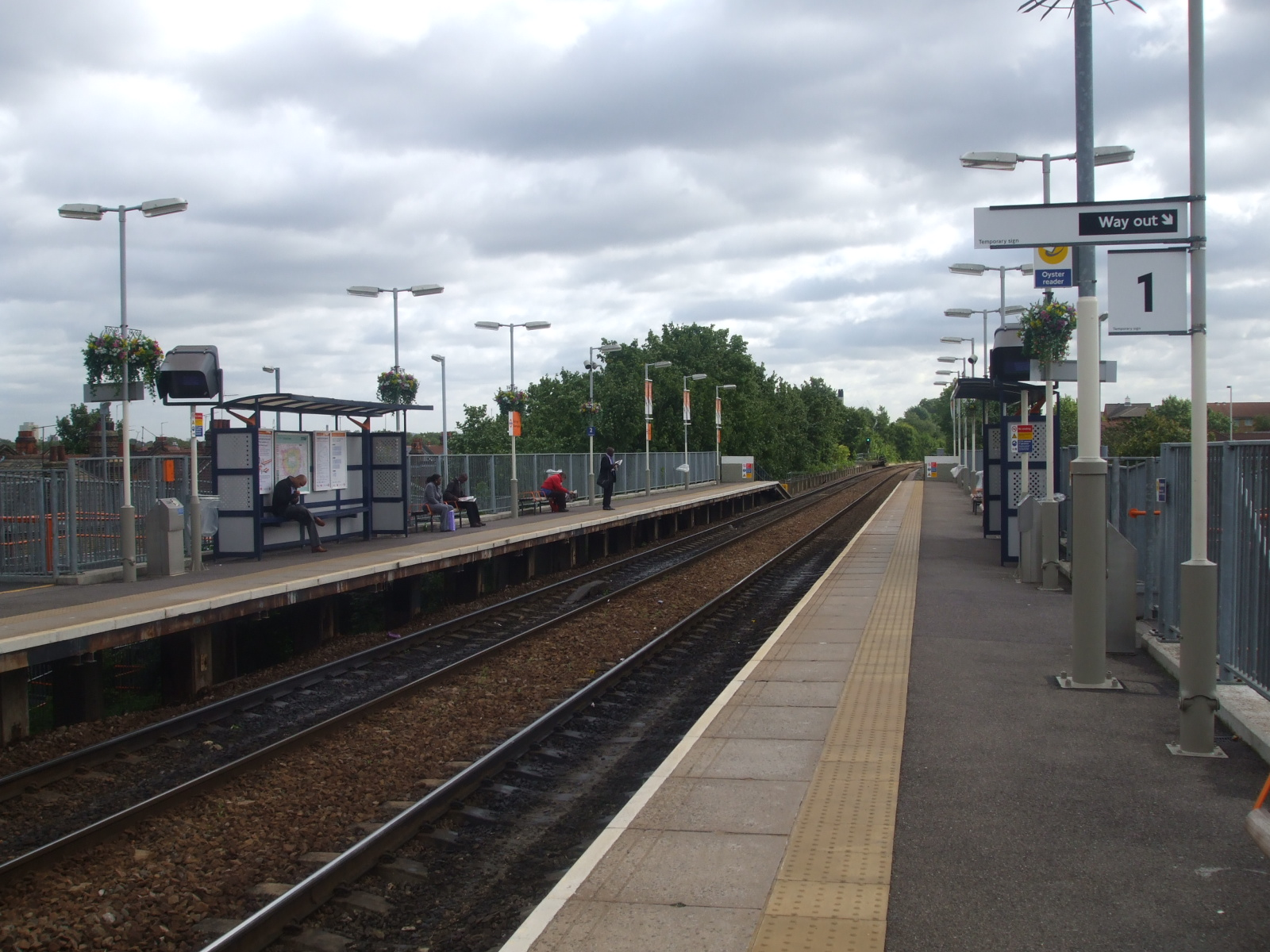
Vista in direzione est
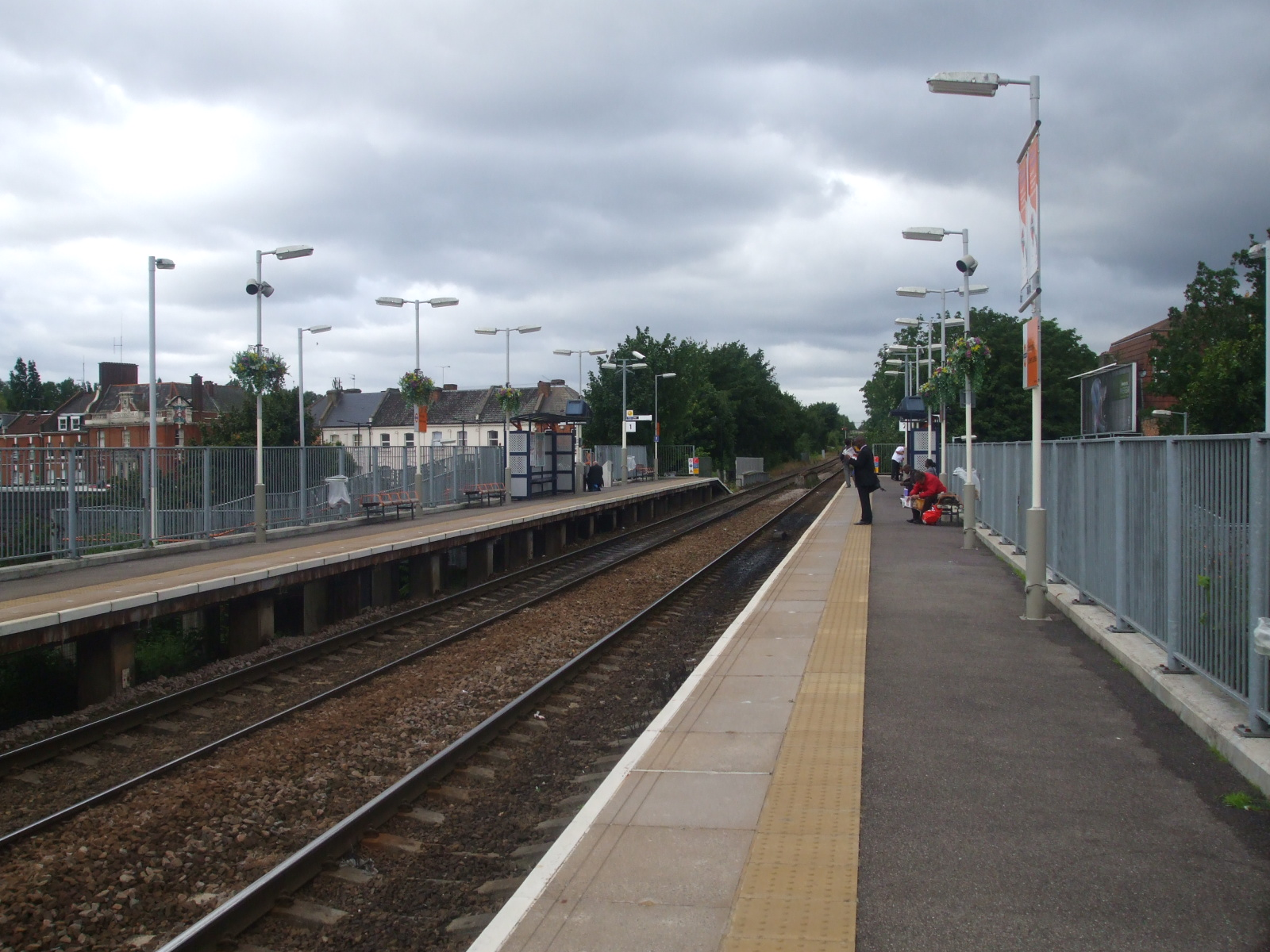
Vista in direzione ovest
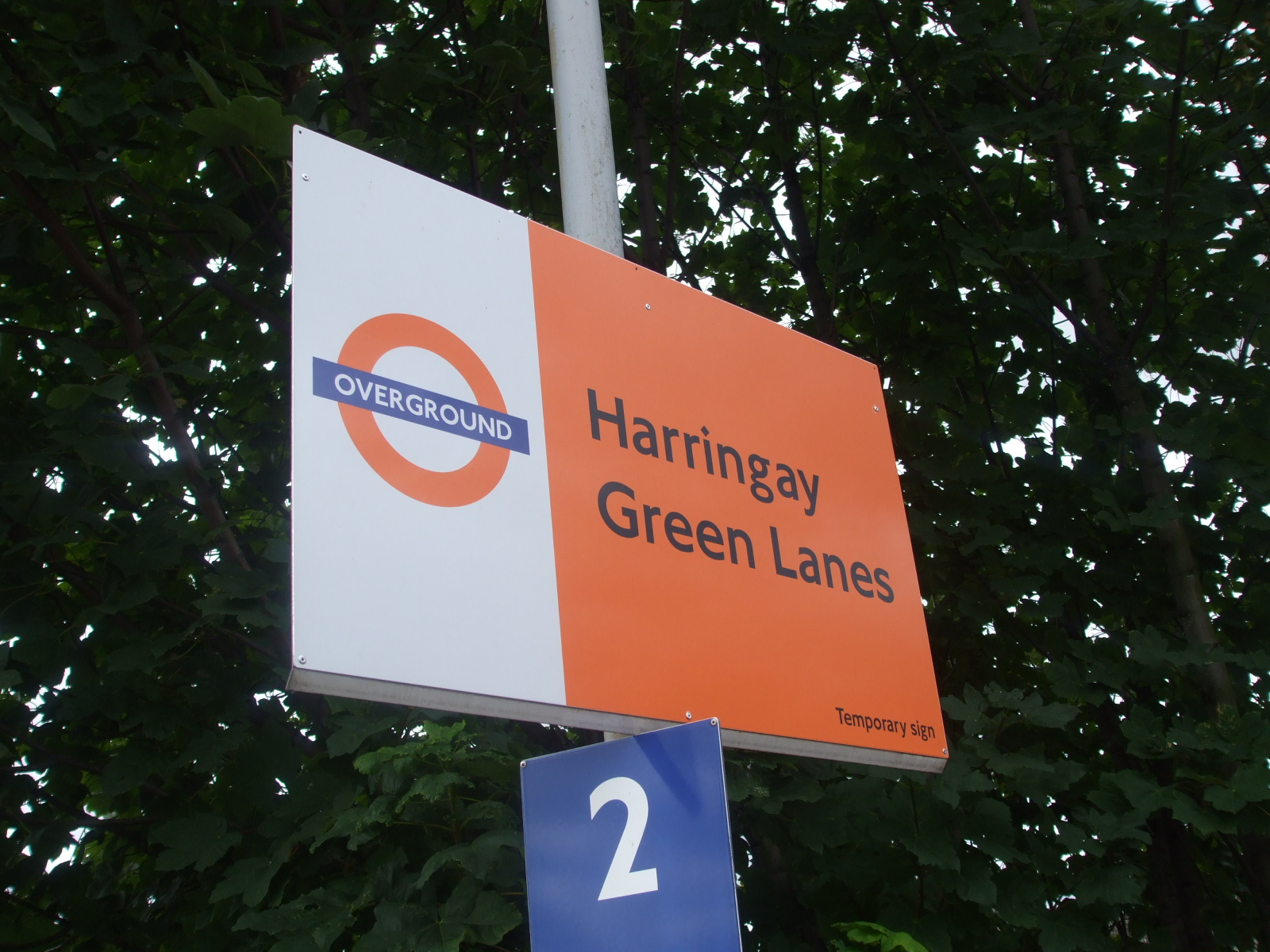
Insegna della stazione